# Literatura maltesa
La literatura maltesa és tota aquella literatura originada a Malta o per part d'escriptors maltesos, així com aquelles obres escrites en maltès.

## Història

### Maltès escrit
Com que el maltès va aparèixer després que Roger I de Sicília acabés amb el domini àrab de l'illa, a finals del segle xi, hi va haver poc interès en desenvolupar una forma escrita d'aquesta llengua. Inicialment, només el clergat, l'aristocràcia i la burgesia eren capaços de llegir i escriure, i la major part de les seves comunicacions les realitzaven en llatí. Al llarg dels segles, l'ús del maltès va ser poc encoratjat per part dels poders polítics de l'illa, que intentaven enfortir la llengua del país que tenia possessió de Malta en aquell moment. Sota el govern de l'Orde de Sant Joan de Jerusalem, tant el francès com l'italià eren els idiomes utilitzats en els documents oficials, mentre que durant el període colonial britànic l'ús de l'anglès va ser encoratjat mitjançant l'educació, considerant l'italià com la segona llengua més influent. No va ser fins al 1936 que el maltès va ser reconegut com la llengua oficial de l'illa. És destacable que el maltès sigui l'única llegua europea sense una forma escrita fins al segle xix, quan persones com Mikiel Anton Vassalli van dedicar esforços per transcriure el maltès en una forma escrita, tot i que hi ha exemples de maltès escrit des de principis del segle xv.

#### Diglòssia
El desenvolupament d'obres literàries en maltès s'ha vist afectat per la diglòssia que ha caracteritzat la cultura de Malta al llarg de la seva història. Durant molts de segles, el maltès va ser conegut com la llengua "de la cuina i del taller", mentre que l'italià era la llengua de l'educació, la literatura, les arts, el dret i el comerç. Així, fins a principis del segle xx, la major part de les obres literàries escrites a Malta ho eren en llengua italiana, realitzades per part de la comunitat d'italians maltesos. A principis de la història de Malta, la diglòssia es manifestava en la coexistència d'una forma desenvolupada del siculoaràbic i la llengua d'un seguit de governants, principalment el llatí, el grec, el sicilià, el francès, el castellà i l'italià. A partir del 1800 aquestes llengües van ser substituïdes per l'anglès. Actualment, el maltès té molts de barbarismes provinents de les llengües romàniques i de l'anglès.
Segons el professor Oliver Friggieri:

Els escriptors maltesos van desenvolupar un moviment local italià ininterromput que va persistir fins fa unes quatre dècades, mentre que el maltès com a llengua literària va començar a coexistir-hi a gran escala durant les darreres dècades del segle xix. Mentre que el maltès ha prioritzat, històricament, el nivell de llengua parlada, l'italià ha tingut la prioritat de ser el mitjà escrit exclusiu. La llengua nativa només havia d'esperar l'arribada d'una nova mentalitat que pogués integrar la tradició popular no escrita amb una d'escrita i acadèmicament respectable.

#### Escriptors maltesos destacats
- Clare Azzopardi
- John A. Bonello
- Ġużè Bonnici
- Rużar Briffa
- Anton Buttigieg
- Ray Buttigieg
- Pietru Caxaro
- Ninu Cremona
- Francis Ebejer
- Victor Fenech
- Oliver Friggieri
- Herbert Ganado
- Alfons Maria Galea
- Ġużè Galea
- Karmenu Mallia
- Mary Meilak
- Doreen Micallef
- Achille Mizzi
- Gioacchino Navarro
- Ġorġ Pisani
- Dun Karm Psaila
- Ġużè Cassar Pullicino
- Frans Said
- Frans Sammut
- Mikiel Anton Vassalli
- Trevor Żahra
- Godfrey Wettinger

## Llibres més destacats en maltès
- Taħt Tliet Saltniet
- Żmien L-Ispanjoli
- Il-Gaġġa
- Samuraj
- Il-Ħolma Maltija
- Paceville